# 와이엇 올레프
와이엇 올레프(영어: Wyatt Oleff, 2003년 7월 13일 ~ )는 미국의 배우이다. 2017년 영화 《그것》에서 스탠리 우리스 역으로 잘 알려져 있다.

## 출연 작품
- Someone Marry Barry (2014)
- 가디언즈 오브 갤럭시 (2014)
- 가디언즈 오브 갤럭시 VOL. 2 (2014)
- 그것 (2017) - 스탠리 역
- 그것: 두 번째 이야기 (2019) - 어린 스탠리 역